# Nahr Er Rouais
 (février 2012).
Si vous disposez d'ouvrages ou d'articles de référence ou si vous connaissez des sites web de qualité traitant du thème abordé ici, merci de compléter l'article en donnant les références utiles à sa vérifiabilité et en les liant à la section « Notes et références ».
Nahr Er Rouais ou la rivière Rouaiss est une rivière libanaise qui prend sa source dans la grotte de Rouaiss à plus de 1 500 mètres d'altitude et qui se jette quelques kilomètres plus bas dans Nahr Ibrahim. Elle est un torrent en hiver et n'est pas navigable.